# Sigismond Guillaume de Berckheim

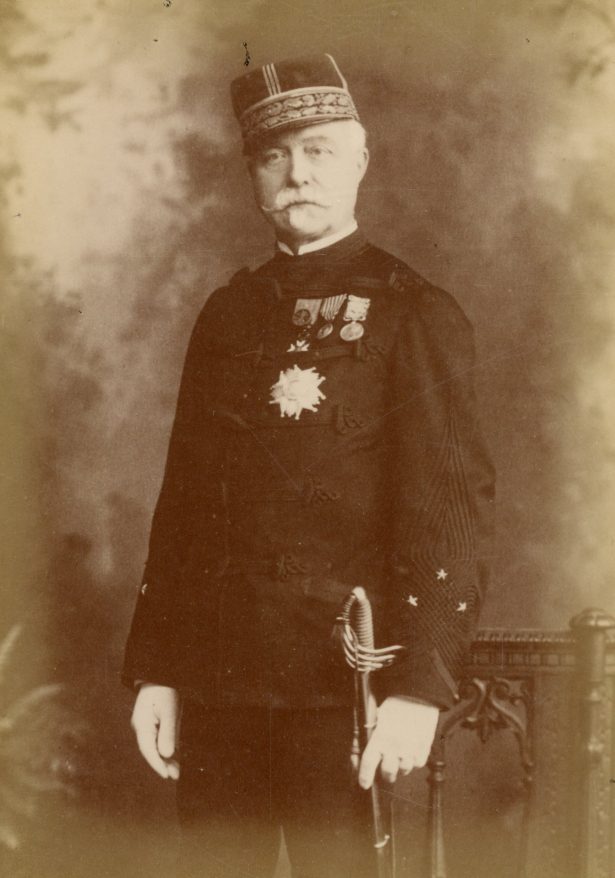

Baron Sigismond Guillaume de Berckheim (auch: Freiherr Siegmund Wilhelm von Berckheim; * 24. Mai 1819 in Mannheim; † 2. April 1884 in Paris) war ein französischer General.

## Leben
Sigismond Guillaume de Berckheim begann 1837 mit seiner Ausbildung an der École polytechnique in Paris, die unter Kaiser Napoleon zur Ausbildungsstätte für technische Heeresoffiziere wurde. 1839 begann seine militärische Laufbahn. Er kämpfte 1854 für Frankreich im Krimkrieg, 1859 für Frankreich während des Sardischen Krieges  und 1870 im Deutsch-Französischen Krieg. Bei der Kapitulation von Metz kam er als französischer General in Kriegsgefangenschaft, durfte aber seine Haft bis Kriegsende im Schloss Weinheim seines Bruders verbringen. Von 1879 bis 1882 war er Chef der französischen Artillerie und befehligte von 1882 bis 1884 das 4. Korps der französischen Armee (Garnisonsstandort Le Mans).

### Familie
Er heiratete am 14. Mai 1851 Elisabeth Levisse de Montigny-Jaucourt, Tochter des Marquis de Jaucourt. Das Ehepaar hatte nachstehende Kinder:
- Francoise Marie Auguste de Berckheim (1852 Paris – 1897 Paris) heiratete 1877 Pierre-Édouard de Colbert (1834 Gambais – 1905 Paris) Brigade- bzw. Divisionsgeneral
- Christian Egenolf Francois de Berckheim (1853–1935), französischer Brigadegeneral, Herr von Jebsheim/Elsass, heiratete 1886 Elisabeth de Pourtalès (1867–1952)
  - Diane Élisabeth de Berckheim (1887–1977), heiratete 1907 Frédéric Louis Robert de Watteville (1881–1950), deren Söhne Jean Christian (1908–1950) und François Sigismond (1912–1940) führten den Namen de Watteville de Berckheim.
- Ida Francoise Fernande (1858 Paris – 1951 Paris) war mehrfach verheiratet
- Theodore de Berckheim (1865 Versailles – 1936 Paris)

### Eltern
Sein Vater Christian Friedrich von Berckheim (* 21. Dezember 1781 Schoppenweier, Elsass; † 13. Dezember 1832 Straßburg) stammte aus einer alten elsässischen Adelsfamilie. Durch den frühen Tod des Vaters wurde er bereits mit 13 Jahren Halbwaise. Die Vorfahren seines Vaters stammten von der Familie Egenolf (Egenolph) III. von Berckheim (1552–1629) und dessen Frau Margaretha von Lichtenfels ab, deren drei Söhne sich in drei Stämme aufteilten. Er zählte zum 1. Stamm der sogenannten Älteren (evangelischen) Linie zu Jebsheim.
Seine Mutter war Auguste von Stumm (* 25. Mai 1796 Mannheim; † 1. Dezember 1876 Weinheim). Deren Mutter und seine Großmutter war Friederike Auguste Schmalz (* 15. September 1765; † 17. Februar 1854), die Alleinerbin des gleichnamigen Mannheimer Handels- bzw. Bankhauses Schmalz. Dieses hatte quasi den Status einer kurpfälzischen Hausbank. Sein Großvater mütterlicherseits war Christian Philipp Stumm (* 30. Mai 1760; † 30. April 1826), der mit seinen Brüdern die saarländische Hüttenindustrie begründete.
Seine Mutter Auguste hatte mit Friederike von Stumm (1793–1829) eine ältere Schwester, die mit einem Graf Theodor Waldner von Freundstein (1786–1864) aus einer alten elsässischen Adelsfamilie verheiratet war. Diese Schwester verstarb 1829 auch früh. Die Witwe Freifrau Auguste von Berckheim heiratete später ihren Schwager und Witwer Graf Theodor Waldner von Freundstein und kaufte die Liegenschaft Schloss Weinheim für ihren erstgeborenen Sohn, Freiherr Christian von Berckheim, der der leibliche Bruder von Baron Sigismond Guillaume de Berckheim war.

### Verwandtschaft
Sein Vater Freiherr Christian Friedrich von Berckheim hatte mit Henriette von Berckheim (1772–1863) eine ältere leibliche Schwester, die mit Augustin-Charles Périer verheiratet war, einem Schüler der École polytechnique in Paris mit Promotion 1790, Deputierter von Isère (1837–1830), Pair von Frankreich (1832) und Ritter der Ehrenlegion (1833). Er stammte aus einer großbürgerlichen Kaufmannsfamilie. Nachkommen, bzw. Verwandte des Ehepaars wurden Präsidenten der Bank von Frankreich, Innenminister und sogar Präsidenten der Französischen Republik.

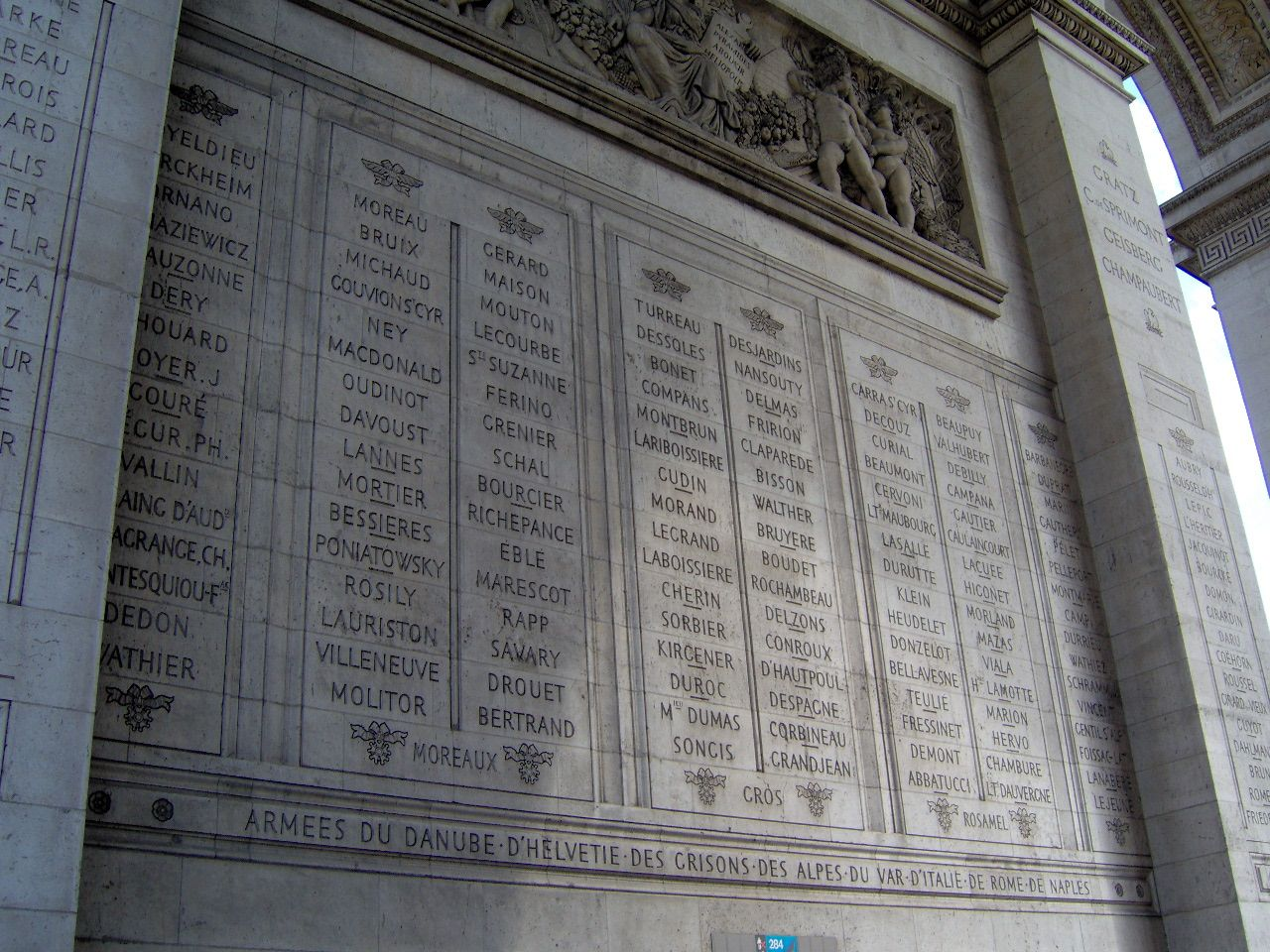
Ehrung Berckheim, Tafel Ost am Arc de Triomphe in Paris

Auch der sieben Jahre ältere Bruder seines Vaters Sigismond Frédéric de Berckheim (1775–1819) machte in Frankreich Karriere. Er wurde napoleonischer General, der vom Kaiser am 9. März 1810 zum französischen Reichsbaron erhoben wurde. Dieser Berckheim ist einer von 558 Offizieren Napoleons, deren Name in einer Tafel des Arc de Triomphe eingraviert wurde. Man findet den Namen Berckheim vor Ort auf der Tafel Ost (EST). Seine Großeltern waren Philipp Friedrich Ludwig von Berckheim auf Schoppenweier (* 1. Mai 1732 Schoppenweier; † 14. Januar 1812 Straßburg) und Oktavie Freiin von Glaubitz (* 27. Februar 1750 Straßburg; † 13. Februar 1821 Straßburg).
Sigismond Guillaumes zwei Jahre älterer Bruder, Freiherr Christian Friedrich Gustav von Berckheim (1817–1889), war ein badischer Politiker, Schlossherr und Gründer des sogenannten Exotenwaldes in seinem Schlosspark in Weinheim.
Von Egenolf IV. († um 1639) stammt die jüngere (katholische/3.) Linie derer von Berckheims zu Rappoltsweiler ab. Diese jüngere Linie brachte u. a. den badischen Staatsminister Karl Christian von Berckheim (1774–1849) hervor.